# Рихтер, Дора
Дора Рудольфина Рихтер (нем. Dora Rudolfine Richter; 16 апреля 1892, Рыжовна — 26 апреля 1966, Аллерсберг, Бавария) — первая известная транс-женщина, которая перенесла полный цикл операций по коррекции пола. Она была одной из многих трансгендерных людей на попечении пионера гендерных исследований Магнуса Хиршфельда в Берлинском Институте сексуальных наук в 1920-х и начале 1930-х годов. Она перенесла орхиэктомию в 1922 году, после чего в 1931 году ей удалили половой член и сделали вагинопластику.

## Биография
Рихтер родилась в бедной фермерской семье в 1891 году. При рождении ей дали имя Рудольф и воспитывали как мальчика. В раннем детстве Рихтер проявляла «склонность действовать и вести себя по-женски». В возрасте 6 лет она, по-видимому, пыталась удалить свой член с помощью жгута. Используя имя Дора, она начала носить женскую одежду и представляться женщиной, работая официантом под своим именем в берлинских отелях в течение летнего сезона, а затем живя как женщина до конца года. Её арестовывали за переодевание, за что она отбывала срок в тюрьме, после чего судья выпустил её на попечение Хиршфельда.
Получив специальное разрешение полиции на ношение женской одежды, Рихтер работала с другими трансгендерами в качестве домашней прислуги в Институте сексуальных наук. В 1922 году она прошла орхиэктомию. Доктор Феликс Абрахам, психиатр, работающий в институте, опубликовал результаты перехода Рихтер в качестве исследования: «Ее кастрация имела эффект, хотя и не очень значительный, её тело стало более полным, ограничился рост бороды, появились первые признаки развития груди и тазовой жировой прослойки, … формы стали более женственны»
В начале 1931 года Рихтер перенесла пенэктомию, проведенную врачом института Леви-Ленцем, а в июне того же года берлинским хирургом профессором Эрвингом Горбандтом ей была проведена вагинопластика, сделав её первой трансгендерной женщиной, из чьих записей видно, что она прошла вагинопластику.
В мае 1933 года, с ростом влияния нацистов в Германии, на институт было совершено нападение, в ходе которого были сожжены документы, хранившиеся в нём. О дальнейшей судьбе Рихтер долгое время было ничего неизвестно. В 2010-х годах немецкие исследователи обнаружили, что Рихтер бежала в Чехословакию. В феврале 1934 года она изменила имя в документах на Дору Рудольфину Рихтер (чеш. Dora Rudolfa Richterová).
Согласно данным переписи 1939 года из пражских архивов, Рихтер жила в своей родной деревне Рыжовне в собственном доме, была не замужем и работала кружевницей. Рихтер жила в Рыжовне до 1946 года. После депортации немцев из Чехословакии она переехала в город Аллерсберг в Баварии, где жила до своей смерти в возрасте 74 лет 26 апреля 1966 года.